# تیمو سارپانوا
تیمو تاپانی سارپانوا (به فنلاندی: Timo Tapani Sarpaneva)؛ (زادۀ ۳۱ اکتبر ۱۹۲۶ میلادی – درگذشتۀ ۶ اکتبر ۲۰۰۶ میلادی) یک طراح صنعتی، مجسمه‌ساز و آموزگار با نفوذ اهل فنلاند بود که در دنیای هنر به خاطر کارهای نوآورانه در شیشه‌ که اغلب ویژگی‌های اشیاء هنری نمایشی را با خصوصیات سودمند ادغام می‌کرد، شناخته شده بود. در حالی که شیشه متداول‌ترین رسانۀ او بود، ولی او با فلز، چوب، منسوجات و پرسلین (چینی) کار می‌کرد. سارپانوا از طریق طرح‌های صنعتی‌اش از اقلام مجلل و هنرمندانه، از جمله ظروف پخت و پز چدنی و ظروف غذاخوری پرسلین، وارد خانه‌های سراسر جهان شده‌ است. کار او در میان مولفه‌های کلیدی بود که به شهرت فنلاند به عنوان پیشگام طراحی کمک کرد.